# Willem Cordia
Willem Cordia (Rotterdam, 7 november 1940 – Verbier, 31 maart 2011) was een Nederlands ondernemer, investeerder en kunstverzamelaar.

## Leven en werk
Cordia begon zijn loopbaan als stuurman bij de Holland-Amerika Lijn, nadat hij zijn opleiding had gevolgd aan de Kweekschool voor de Zeevaart te Amsterdam. Zijn hele leven zou hij verbonden blijven met de zeevaart. Hij was een belangrijke investeerder in diverse ondernemingen in de haven van Rotterdam.
Cordia was getrouwd met Marijke van der Laan, ook een bekende naam in de nationale scheepvaartwereld. Haar familie was actief in het transport van zware lading.
De familie Cordia woonde in Wuustwezel in België, waar ze een stoeterij had. Daarnaast had Cordia huizen in Verbier en Miami. Het echtpaar hield van paarden en had verder een belangrijke kunstverzameling van 250 schilderijen opgebouwd met tal van topstukken uit de avant-garde van de periode 1870 - 1970. Volgens Artnews behoort de verzameling, met werken van onder anderen Van Gogh, Cézanne, Monet, Modigliani, Picasso en Mondriaan, tot de wereldwijde top 200 van belangrijkste verzamelingen. De zogenoemde Triton Collectie is nu ondergebracht in een stichting en delen ervan worden regelmatig geëxposeerd in musea in binnen- en buitenland, onder meer in het Willem Cordia Kabinet in het Gemeentemuseum Den Haag.
Cordia was een actief en succesvol ondernemer en investeerder. Zijn ondernemerschap bracht hem in de top van rijkste Nederlanders. Jarenlang stond hij genoteerd rond plek 100 in de Quote 500 met de 500 rijkste Nederlanders. In het laatste jaar stond Cordia op nummer 80 met een geschat vermogen van € 330 miljoen.
Naast zijn investeringen in de haven van Rotterdam belegde Cordia sinds de jaren negentig ook in olie. Hij deed verschillende investeringen in olie-gerelateerde bedrijven buiten Nederland. Cordia bekleedde commissariaten in diverse bedrijven (waaronder Europees Massagoed-Overslagbedrijf (EMO) B.V. op de Rotterdamse Maasvlakte).
Hij overleed op 70-jarige leeftijd in zijn (winter)woning te Verbier.